# Blathnat
Blathnat – w mitologii irlandzkiej małżonka króla Munsteru Cú Roía.
Zakochana w Cuchulainnie, wrogu Cú Roía, zdradziła wejście do twierdzy jej męża poprzez wlanie mleka do strumienia przepływającego przez zamek. Cuchulainn mógł wtedy odkryć kierunek jego biegu i wejść do zamku. W bitwie która się zawiązała Cú Roí poległ.
Cuchulainn odjechał zabierając Blathnat. Zabrał też barda Cú Roía, Fer Cherdne. Jednak gdy zatrzymali się nad urwiskiem bard wykorzystał sposobność do pomszczenia swego pana. Chwycił Blathnat i razem z nią rzucił się w przepaść.